# Giovanni Alberti (mathématicien)
Pour les articles homonymes, voir Giovanni Alberti et Alberti.
Giovanni Alberti (né le 21 mars 1965 à Ferrare) est un mathématicien italien, qui est actif dans les domaines du calcul des variations, analyse réelle et théorie de la mesure géométrique. Lauréat du prix Caccioppoli de 2002.

## Biographie
Giovanni Alberti a fait ses études à l'École normale supérieure de Pise auprès de Giuseppe Buttazzo et Ennio De Giorgi. Il est professeur de mathématiques de l'université de Pise.
Alberti est surtout connu pour deux théorèmes remarquables qui ont trouvé des applications dans diverses branches de l'analyse mathématique moderne.

## Publications
- « A Lusin type theorem for gradients », Journal of Functional Analysis 100 (1991) p.  110-119
- « Integral representation of local functionals », Annali di Matematica Pura ed Applicata (Serie 4) 165 (1993),p.  49-86
- « Rank one property for derivatives of functions with bounded variation », Proceedings of the Royal Society of Edinburgh Section A 123 (1993),p.  239-274
- New functionals in the calculus of variations" (E. De Giorgi et L. Ambrosio), Atti dell'Accademia Nazionale dei Lincei, Rendiconti della Classe di Scienze Fisiche Matematiche e Naturali (8) 82 (1988),p.  199-210
- Transport equation and Cauchy problem for BV vector fields'(L. Ambrosio), Inventiones Mathematicae 158 (2004), p. 227-260
- Variational convergence for functionals of Ginzburg-Landau type (S. Baldo et G. Orlandi), Indiana University Mathematics Journal 54 (2005),p.  1411-1472
- Phase transition with line-tension effect (G. Bouchitté et P. Seppecher), Archive for Rational Mechanics and Analysis 144 (1998), p. 1-46
- A nonlocal anisotropic model for phase transitions: asymptotic behaviour of rescaled energies (G. Bellettini), European Journal of Applied Mathematics 9 (1998),p.  261-284